# Kelet-ázsiai labdarúgó-bajnokság
A kelet-ázsiai labdarúgó-bajnokság egy, a Kelet-ázsiai labdarúgó-szövetség (EAFF) által szervezett labdarúgó-torna a régió férfi és női nemzeti labdarúgó-válogatottjai számára.
Kína, Dél-Korea és Japán a torna döntőjének automatikus résztvevője, míg a többi labdarúgó-válogatott selejtezőt játszani köteles. Ezek Tajvan, Észak-Korea, Guam, Hongkong, Mongólia, Makaó és Északi-Mariana-szigetek lehetnek. A bajnokság döntőjében a csapatok körmérkőzéses rendszerben mérkőznek meg egymással. A végső győztes a táblázat első helyen végzett labdarúgó-válogatott.
A Kelet-ázsiai Labdarúgó-szövetség 2002-es megalakulása előtti dinasztia kupa Kelet-Ázsia 4 legjobb csapata között zajlott és a Kelet-ázsiai labdarúgó-bajnokság nem-hivatalos elődjeként tartják számon.

## Tornák
| 2003 Részletek | Japán     | Dél-Korea | Japán     | Kína        | Hongkong    |
| 2005 Részletek | Dél-Korea | Kína      | Japán     | Észak-Korea | Dél-Korea   |
| 2008 Részletek | Kína      | Dél-Korea | Japán     | Kína        | Észak-Korea |
| 2010 Részletek | Japán     | Kína      | Dél-Korea | Japán       | Hongkong    |
| 2013 Részletek | Dél-Korea | Japán     | Kína      | Dél-Korea   | Ausztrália  |
| 2015 Részletek | Kína      | Dél-Korea | Kína      | Észak-Korea | Japán       |
| 2017 Részletek | Japán     | Dél-Korea | Japán     | Kína        | Észak-Korea |
| 2019 részletek | Dél-Korea | Dél-Korea | Japán     | Kína        | Hongkong    |

## Dinasztia kupa
A dinasztia kupa egy megszűnt labdarúgótorna amelyet a kelet-ázsiai labdarúgó-bajnokság elődjeként tartanak számon. 1990 és 1998 között négy alkalommal került megrendezésre. A kupa célja az volt, hogy elősegítse a labdarúgás fejlődését Kelet-Ázsiában.
A Kelet-ázsiai Labdarúgó-szövetség (EAFF) 2002-es megalakulása után a dinasztia kupát a kelet-ázsiai labdarúgó-bajnokság váltotta fel.
| 1990 Részletek | Kína     | Dél-Korea | Kína      | Észak-Korea        | Japán              |
| 1992 Részletek | Kína     | Japán     | Dél-Korea | Észak-Korea        | Kína               |
| 1995 Részletek | Hongkong | Japán     | Dél-Korea | Hongkong League XI | Kína               |
| 1998 Részletek | Japán    | Japán     | Kína      | Dél-Korea          | Hongkong League XI |

## Női torna
Az EAFF rendelkezése értelmében 2005 óta a kelet-ázsiai női labdarúgó-válogatottak számára is megrendezik a kelet-ázsiai labdarúgó-bajnokságot.
| 2005 Részletek | Dél-Korea | Dél-Korea   | Észak-Korea | Japán     | Kína         |
| 2008 Részletek | Kína      | Japán       | Észak-Korea | Kína      | Dél-Korea    |
| 2010 Részletek | Japán     | Japán       | Kína        | Dél-Korea | Tajvan       |
| 2013 Részletek | Dél-Korea | Észak-Korea | Japán       | Dél-Korea | Kína         |
| 2015 Részletek | Kína      | Észak-Korea | Dél-Korea   | Japán     | Kína         |
| 2017 Részletek | Japán     | Észak-Korea | Japán       | Kína      | Dél-Korea    |
| 2019 részletek | Dél-Korea | Japán       | Dél-korea   | Kína      | Kínai Tajpej |

## Lásd még
- Ázsiai Labdarúgó-szövetség (AFC)
- Kelet-ázsiai Labdarúgó-szövetség (EAFF)
- Ázsia-kupa
- Női Ázsia-kupa
- Perzsa-öbölbeli nemzetek kupája
- SAFF-kupa
- Tigriskupa
- Nyugat-ázsiai labdarúgó-bajnokság